# 庞西库特孔
庞西库特孔（法語：Pancy-Courtecon）是法国皮卡第大区埃纳省的一个市镇，属于拉昂区克拉奥讷县。该市镇2009年时的人口为56人。

## 人口
庞西库特孔人口变化图示
| 数据来源：INSEE |